# Australian Government Publishing Service
L'Australian Government Publishing Service (AGPS) était un service d'édition du gouvernement australien qui a fonctionné de 1970 à 1997 et qui était le seul service centralisé de publication et d'impression du gouvernement australien. Il disposait également de points de vente pour les publications gouvernementales dans toutes les capitales des États d'Australie,.